# نیوترین
نیوترین (انگلیسی: Nutrien) شرکت کشاورزی کانادایی است، که در سال ۲۰۱۸ از ادغام شرکت‌های پتاش‌کورپ و اگریوم تأسیس شد.